# Levobupivacaína
La Levobupivacaína es una droga anestésica local del grupo de las aminoamidas. En comparación con la bupivacaína, la levobupivacaína se asocia con una menor vasodilatación y tiene una duración de acción más prolongada. Es aproximadamente un 13 por ciento menos potente (por molaridad) que la bupivacaína racémica.
La levobupivacaína es el enantiómero S (−) puro de la bupivacaína racémica. Aunque se usa en dosis similares a la bupivacaína y tiene un inicio y duración similares, la potencia de la levobupivacaína parece ser ligeramente menor que la de la bupivacaína. Sin embargo, la mayoría de los estudios clínicos con dosis idénticas de levobupivacaína y bupivacaína han encontrado diferencias significativas en la eficacia clínica de la anestesia intradural.

## Usos

Estructura de la bupivacaína

La levobupivacaína está indicada para la anestesia local, incluida la infiltración, el bloqueo nervioso, la anestesia oftálmica, epidural e intratecal en adultos; y analgesia de infiltración en niños.
La levobupivacaína ha sido estudiada en diversas situaciones clínicas y tras su administración en diversas localizaciones. Aunque varias publicaciones han comparado la levobupivacaína con la bupivacaína racémica y la ropivacaína, las conclusiones de dichos estudios difieren en cuanto a la potencia relativa y la duración del bloqueo producido por estos tres fármacos en diferentes puntos de administración en lo que respecta al bloqueo motor y sensitivo final.

## Uso: casos especiales

### Embarazadas
En las mujeres jóvenes sanas embarazadas sometidas a cesárea, la bupivacaína, la ropivacaína y la levobupivacaína intradurales afectan a la función pulmonar mínimamente (una reducción del 3-6% de la capacidad vital forzada [CVF] y del 6-13% del índice de flujo espiratorio máximo [FEM]), con independencia de la altura máxima del bloqueo sensitivo.

### Niños
En la infancia, la analgesia epidural caudal –por ejemplo, con levobupivacaína al 0.25%– se utiliza bastante para aliviar el dolor postoperatorio. Esta técnica es más útil para una intervención quirúrgica bilateral o en otras situaciones en las que una dosis máxima segura no permite un volumen adecuado para infiltración de la herida.

## Ventajas
La principal ventaja de la levobupivacaína es que es menos cardiotóxica que la bupivacaína, que es un riesgo más teórico que real en el ámbito de la anestesia intradural.
Los lactantes menores de 4, y en ocasiones de hasta 9 meses, pueden desarrollar toxicidad sistémica incluso con ritmos de infusión «seguros» con la bupivacaína racémica, debido a que no se alcanza una concentración plasmática estable, ni siquiera después de 48 h. En este grupo de
pacientes es mejor utilizar levobupivacaína (o ropivacaína) en lugar de bupivacaína racémica debido a que se pueden conseguir concentraciones estables a partir de las 24 h.